# Digskäret
Digskäret är en ö i Finland. Den ligger i Norra Östersjön och i kommunen Kimitoön i den ekonomiska regionen  Åboland i landskapet Egentliga Finland, i den sydvästra delen av landet. Ön ligger omkring 79 kilometer söder om Åbo och omkring 150 kilometer väster om Helsingfors.
Öns area är 0,6 hektar och dess största längd är 110 meter i sydväst-nordöstlig riktning.